# نفسنة
نفسنة هو برنامج تلفزيوني تم إنتاجه في مصر. بدأ عرضه في سنة 2015 على قناة القاهرة والناس. وتبلغ مدة الحلقة الواحدة 40 دقيقة من تقديم: انتصار، هيدي كرم، شيماء سيف، بدرية طلبة، ندى رحمي، حبيبة بسيوني.

## محاكمة إنتصار
حددت محكمة جنح مدينة نصر في مصر، يوم الأحد، في جلسة 10 من نوفمبر أولى جلساتها لمحاكمة الفنانة المصرية انتصار بتهمة التحريض على الفسق والفجور. وكان المحامي سمير صبري قد تقدم ببلاغ للنائب العام طالب فيه بتقديم الفنانة المصرية لمحاكمة عاجلة، لاتهامها بالتحريض على نشر الفسق والفجور، وهدم القيم المجتمعية، بعد دعوتها للشباب بضرورة مشاهدة الأفلام الإباحية، وذلك خلال برنامجه الذي يعرض على قناة القاهرة والناس.

## غياب شيماء سيف
بعد توالي نجاح البرنامج مرفوق ببرنامج نفسنة في رمضان 2016 تفجأ الجمهور بغياب المذيعة شيماء سيف، الشيء الذي فسره البعض لوجود خلاف مع طاقم البرنامج والبعض الأخر لانشغالها بأعمال سينمائية.